# دوغلاس سيكويرا
دوغلاس سيكويرا سولانو (بالإسبانية: Douglas Sequeira)‏ (مواليد 23 أغسطس 1977 في سان هوزيه) لاعب كرة قدم كوستاريكي دولي يجيد اللعب في خط الدفاع . يلعب حاليا لصالح نادي سابريسا الكوستاريكي من سنة 2009 .

## روابط خارجية
- دوغلاس سيكويرا على موقع الاتحاد الدولي (مؤرشف)  (الإنجليزية)
- دوغلاس سيكويرا على موقع الدوري الأمريكي (الإنجليزية)
- دوغلاس سيكويرا على موقع قاعدة بيانات كرة القدم.إي يو (الإنجليزية)
- دوغلاس سيكويرا على موقع ناشيونال فوتبول تيمز (الإنجليزية)
- دوغلاس سيكويرا على موقع Soccerway.com (الإنجليزية)
- دوغلاس سيكويرا على موقع عالم كرة القدم.نت (الإنجليزية)